# Phuntsholing
Phuntsholing je město v Bhútánu. Je druhým nelidnatějším městem v zemi a nejlidnatějším městem v okresu Čhukha, když zde v roce 2017 žilo necelých 28 tisíc obyvatel. Leží na jihu země přímo na jižní hranici s Indií, přičemž tvoří souměstí s indickým městem Jaigaon. V minulosti ve městě sídlila Bhútánská banka, která se však později přemístila do hlavního a nejlidnatějšího města země Thimphu.  
V dubnu 1964 byl ve městě spáchán atentát na bhútánského premiéra Jigme Palden Dorji. Město leží v oblasti s tropickým monzunovým podnebím, přičemž monzuny je klima v regionu ovlivněno obzvláště silně. Na indicko-bhútánské hranici tvořící jižní část města se nachází zeď, která obě země odděluje, přičemž do Bhútánu je oficiálně umožněn vstup pouze přes jeden hraniční přechod ve městě. Místní obyvatelé jím však někdy procházejí bez nutnosti předložit jakékoliv doklady. Přes zpevněnou silnici je poté město spojeno s dalšími bhútánskými městy včetně hlavního města Thimphu. V srpnu 2017 město zaznamenalo rekordní teplotu v zemi, a to 40 °C. 